# Laureano López Rodó
Laureano López Rodó (Barcelona, 18 de noviembre de 1920 - Madrid, 11 de marzo de 2000) fue un político, jurista, catedrático y abogado español, comisario del Plan de Desarrollo y ministro de Asuntos Exteriores durante la dictadura franquista.

## Biografía
Estudió Derecho en la Universidad de Barcelona doctorándose poco después en la Universidad Central de Madrid tras la Guerra Civil. En 1945 obtuvo la cátedra de Derecho Administrativo de la Universidad de Santiago de Compostela y en 1961 se trasladó a Madrid.
Miembro del Opus Dei, está considerado como uno de los principales propulsores de la política económica de desarrollo de los años sesenta en España. Su carrera política estuvo muy vinculada a la persona del almirante Luis Carrero Blanco.

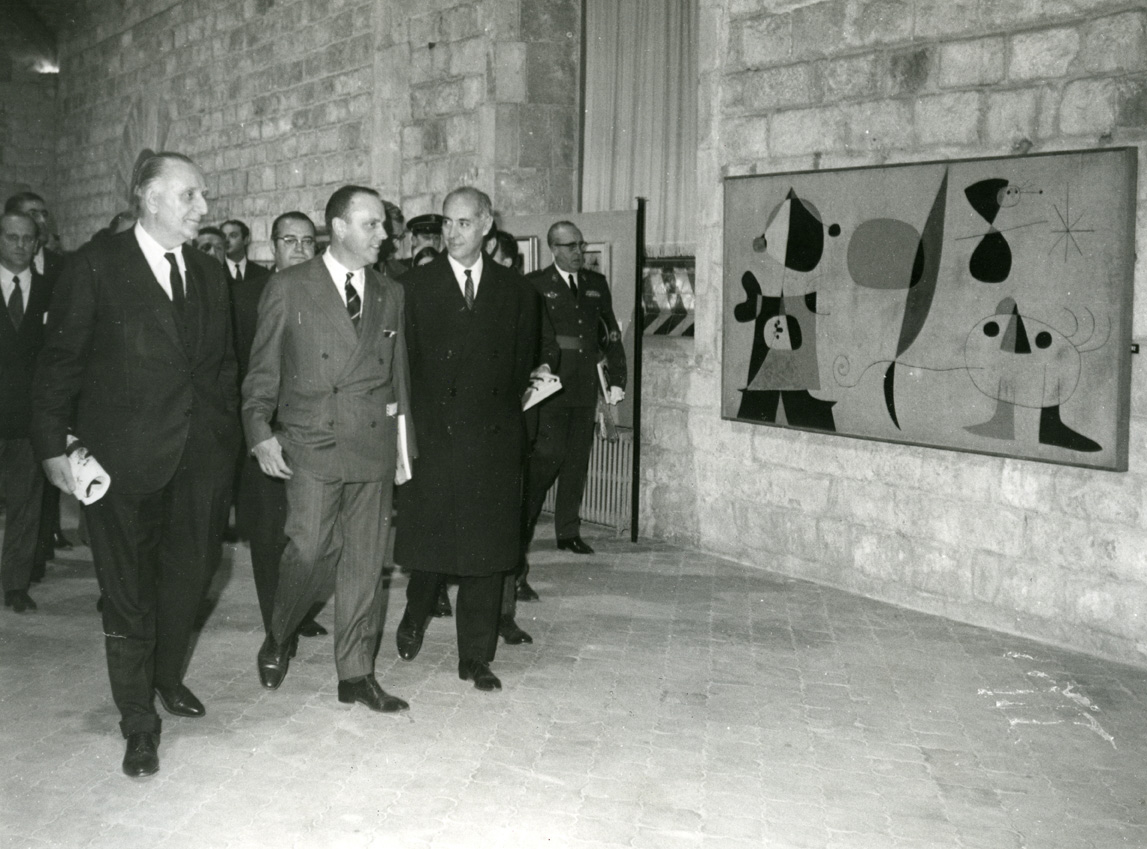
Laureano López Rodó (derecha) en Barcelona en noviembre de 1968 durante la inauguración de una exposición de Joan Miró cuando era ministro Comisario del Plan de Desarrollo. En el centro el ministro de Información y Turismo Manuel Fraga Iribarne y a la izquierda el alcalde de Barcelona José María de Porcioles.

En 1956, es nombrado secretario general técnico de la Presidencia del Gobierno por Carrero Blanco, a la sazón ministro de la Presidencia, realizando una reforma profunda de la Administración Pública del Estado, además de la creación de la Escuela Nacional de Administración Pública en 1960. Desde 1962 como comisario del Plan de Desarrollo, cargo que se eleva a la categoría de ministro en 1965, hasta 1973 dirige la preparación y aplicación de los tres Planes de Desarrollo Económico y Social, que significaron un importante crecimiento de la economía española.
En junio de 1973, al ser nombrado Carrero Blanco presidente del Gobierno, se convierte en ministro de Asuntos Exteriores, cargo en el que solo estuvo unos meses, debido al asesinato de Carrero en diciembre de aquel mismo año. Entre 1974 y 1975 ejerció como embajador en Viena. En las últimas Cortes franquistas formó un grupo parlamentario, el Grupo Parlamentario Regionalista.
Después de la muerte de Franco, participa en el proceso de reforma política. Fundó el partido Acción Regional, que apostaba por el regionalismo frente al uniformismo del Estado propio del ideario franquista. Más adelante, sacrificó dicho partido para integrarse en Alianza Popular (coalición conservadora encabezada por Manuel Fraga), con miras a aglutinar el voto de un amplio sector de los votantes españoles. Sin embargo, AP no alcanzó los resultados esperados en las primeras elecciones democráticas de junio de 1977. No obstante, López Rodó se había presentado a las primeras elecciones democráticas como cabeza de lista por Barcelona —dentro de la coalición electoral Convivencia Catalana—, y resultó elegido diputado al Congreso, participando activamente con enmiendas en la elaboración de la Constitución española de 1978, como miembro de la Comisión de Asuntos Constitucionales y Libertades Públicas.
Fue designado para formar parte de la llamada «Comisión de los Veinte», cuya tarea fue redactar el proyecto del Estatuto de Autonomía de Cataluña de 1979. En 1979 abandona la política por desacuerdos con AP y se reincorpora a su cátedra de la Universidad Complutense de Madrid y al ejercicio de la abogacía, en el Despacho establecido en 1945 por él mismo junto con otros profesores universitarios y abogados en ejercicio.
Fue uno de los personajes más relevantes de la segunda mitad del franquismo así como de la Transición. Habiéndose posicionado a favor de la modernización del régimen franquista y de su evolución hacia una monarquía parlamentaria similar a otras democracias occidentales, se convirtió en uno de los más firmes partidarios del nombramiento del entonces príncipe Juan Carlos como sucesor del general Franco al frente de la Jefatura del Estado, a la vez que facilitó el camino a la Ley para la Reforma Política.
Fue académico de número de la Real Academia de Jurisprudencia y Legislación en 1982, de la Real Academia de Ciencias Morales y Políticas en 1963 y de la Real Academia de Ciencias Económicas y Financieras en 1979. Doctor honoris causa por las universidades de Coímbra y Aix-Marseille. Consejero de número del Consejo Superior de Investigaciones Científicas en 1953. Consejero del Consejo Internacional de Ciencias Sociales de la Unesco (1981). Miembro de la Asociación Internacional de Derecho Comparado. Presidente del Comité Ejecutivo del Instituto Internacional de Ciencias Administrativas (1977 a 1983) y otras numerosas ocupaciones en su actividad dentro de los ámbitos de las corporaciones científicas y jurídico-administrativas.
En 1985 fundó CODESPA, una ONG de cooperación para el desarrollo que promueve soluciones sostenibles y duraderas para afrontar las causas de la pobreza extrema en Iberoamérica, África y Asia. 
Además, es autor de numerosas publicaciones, artículos y trabajos sobre teoría política y jurídico-administrativa, así como de diversos anteproyectos y proyectos de ley.

## Obras
- El Coadyuvante en lo Contencioso-administrativo, Madrid, 1943.
- El Patrimonio Nacional, Madrid, 1954.
- Justicia y Administración en el Reino Unido, Madrid, 1958.
- Estructura y funciones de la Administración Financiera, Madrid, 1963.
- La Administración Pública y las transformaciones socio-económicas, Madrid, 1963.
- Política y Desarrollo, Madrid, Aguilar, 1970.
- Nuevo horizonte del Desarrollo, Aguilar, 1972.
- La larga marcha hacia la monarquía, Barcelona, Noguer, 1977, 5ª.
- Aspectos económicos y fiscales de la autonomía, Barcelona, 1979.
- Las autonomías, encrucijada de España, Aguilar, 1980.
- Estado y Comunidades Autónomas, Abella, 1984.
- Testimonio de una Política de Estado, Editorial Planeta, 1987.
- Memorias (I), Esplugues de Llobregat, Plaza & Janés, 1990, 1.ª.
- Memorias (II) Años decisivos, Esplugues de Llobregat, Plaza & Janés, 1991, 1.ª.
- Memorias (III) El principio del fin, Esplugues de Llobregat, Plaza & Janés, 1992, 1.ª.
- Memorias:(IV) Claves de la Transición, Plaza & Janés, 1993.

## Condecoraciones
- Cruz de Honor de  San Raimundo de Peñafort (1958)[4]
- Gran Cruz de la Orden del Yugo y las Flechas (1959)[5]

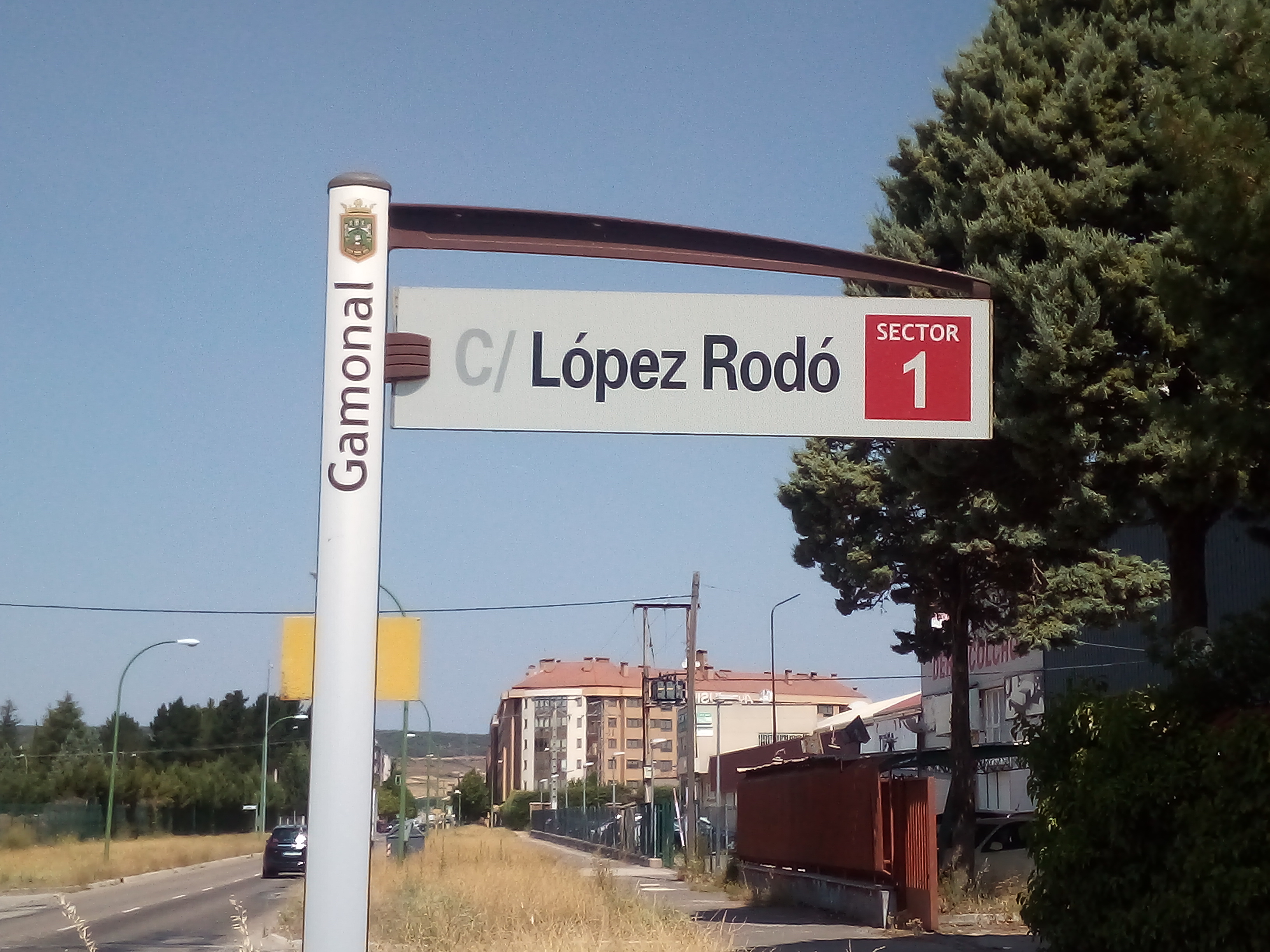
Calle López Rodó, ubicada en Gamonal (Burgos)

- Gran Cruz de la Orden del Mérito Civil (1959)[6]

## Reconocimientos
En la ciudad de Burgos, concretamente en el polígono industrial de Gamonal, hay una calle que honra su memoria.